# سيد فيني
سيد فيني (بالإنجليزية: Sid Finney)‏ هو لاعب هوكي الجليد كندي وأيرلندي، ولد في 1 مايو 1929 في Banbridge ‏ في المملكة المتحدة، وتوفي في 3 فبراير 2009.

## وصلات خارجية
- سيد فيني على موقع دوري الهوكي الوطني (الإنجليزية)
- سيد فيني على موقع قاعة مشاهير الهوكي (لاعب أن.إتش.أل) (الإنجليزية)
- سيد فيني على موقع EliteProspects.com (الإنجليزية)
- سيد فيني على موقع HockeyDB.com (الإنجليزية)
- سيد فيني على موقع Hockey-Reference.com (الإنجليزية)